# Museum der Koralle

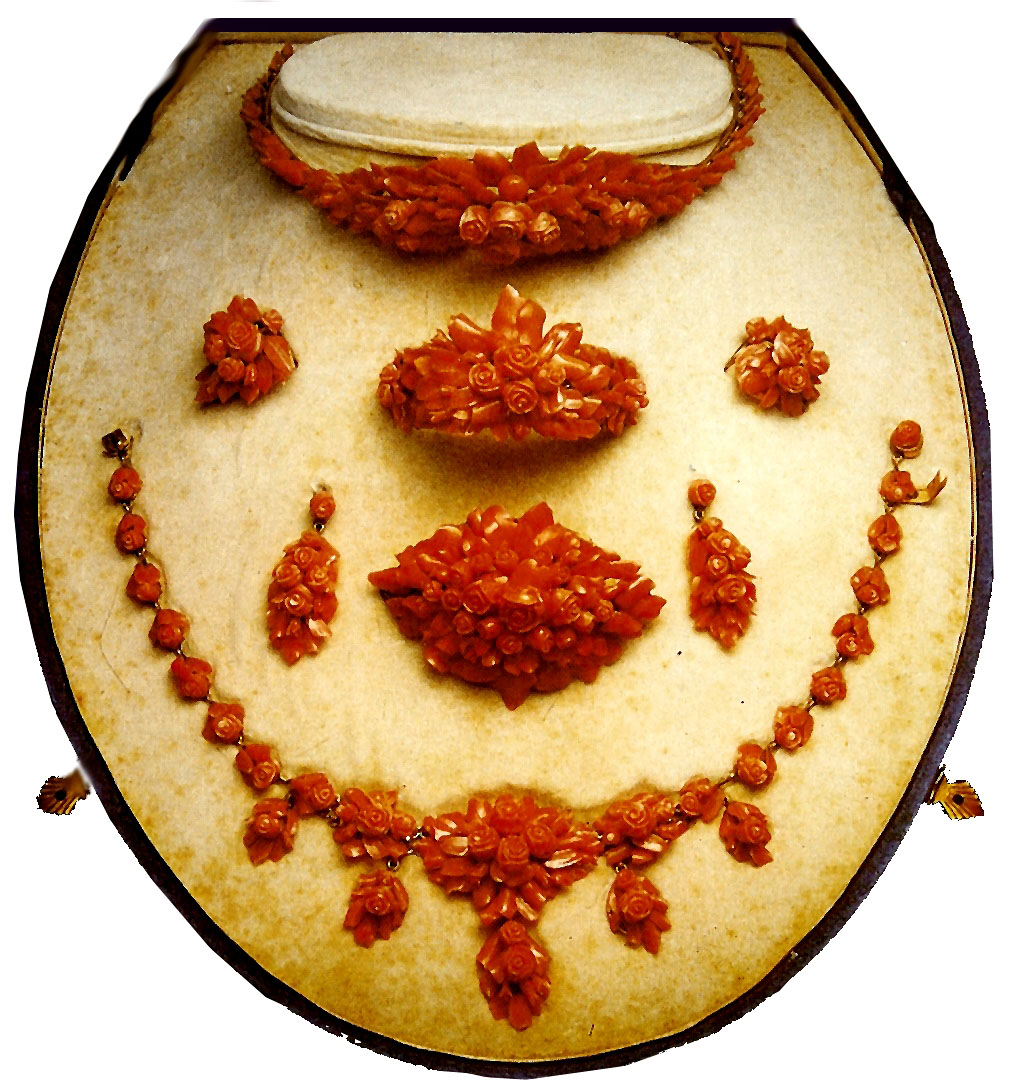
Korallen-Gehänge, angefertigt für Königin Farida von Ägypten (aus der Werkstatt Ascione, 1938, Neapel, Museum der Koralle)

Das Museum der Koralle in der italienischen Stadt Neapel zeigt die Geschichte der Korallenschmuckproduktion anhand von  herausragenden Stücken der Firmenproduktion Ascione aus Torre del Greco vom 18. Jahrhundert bis in die Gegenwart und anhand von Originaldokumenten.

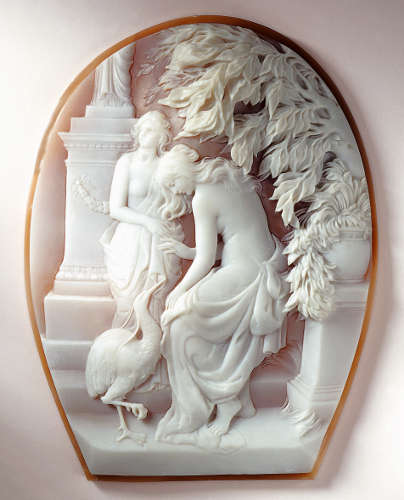
L'Amore immortale Kamee (aus der Werkstatt Ascione, 1925, Neapel, Museum der Koralle)

## Museum
Es ist in zwei Bereiche unterteilt: Im ersten Bereich, dem didaktischen, sind Korallenarten (Edelkoralle) unterschiedlicher Herkunft zu sehen, das historische Verfahren des Korallenfischens, die historischen Werkzeuge zur Bearbeitung von Korallen, zahlreiche Ketten unterschiedlicher Länge und Gestaltung, die unterschiedlichen
Märkte, für die die Produktion bestimmt war und heute noch bestimmt ist. Eine Vitrine ist auch für die Herstellung von Kameen vorgesehen: Sie zeigt das Rohmaterial, die Muschel, daneben Werkzeuge und verschiedene Produktionsphasen. Schließlich geben die fertigen Objekte dem Besucher ein vollständiges Bild dieses besonderen Kunsthandwerks.
Der zweite Bereich widmet sich der Schmuckproduktion: es sind mehr als 300 Objekte aus Koralle, Muschel und Lavastein zu sehen. Sie belegen eine seltene und kostbare Produktion, die vom Beginn des 19. Jahrhunderts bis in die 1940er Jahre reicht. Die Ausstellung wird durch zahlreiche historische Fotografien und Textdokumente aus dem Firmenarchiv ergänzt. Sie illustrieren die Aktivitäten der Firma und ihre zahlreichen Auszeichnungen.

## Lage
Das Museum Ascione liegt im zweiten Stock der Hauptfassade der Galleria Umberto I und nimmt einen Großteil von ihr ein. Von den Ausstellungsräumen aus hat man einen atemberaubenden Blick auf das historische Zentrum Neapels, mit dem Stadtschloss und dem Teatro San Carlo. Die berühmten Marmorfiguren von Carlo Nicoli an der Theaterfassade scheinen zum Greifen nahe.

## Historische Anmerkungen
Wie aus dem Archiv der Handelskammer von Neapel hervorgeht, ist die Firma Ascione die älteste Fabrikation in Torre del Greco, die sich der Verarbeitung von Korallen, Muscheln, Perlmutt und Edelsteinen verschrieben hat. Im Jahr 1855 begann Giovanni Ascione mit der Verarbeitung von Korallen, einem Handwerk, das im 19. Jahrhundert in Torre del Greco angesiedelt wurde. Giovanni und seine zehn Söhne schafften es, die Marke Ascione zu etablieren. Aufgrund der hervorragenden Verarbeitung wurde die Firma Ascione königlicher Hoflieferant. Seither ist es der Firma Ascione auch erlaubt, die Insignien des Hauses Savoyen zu führen.